# Vierville-sur-Mer
Vierville-sur-Mer è un comune francese di 252 abitanti situato nel dipartimento del Calvados nella regione della Normandia.

## Storia
Il 6 giugno 1944 la 29ª Divisione con il 116º fanteria dell'esercito statunitense, e il secondo e quinto (Compagnia Charlie) dei battaglioni Rangers sbarcarono nel "Dog Green sector" a Omaha Beach, proprio dietro Vierville-sur-Mer, durante il D-Day imbattendosi nella 352ª Panzergranadier.

## Società

### Evoluzione demografica
Abitanti censiti